# جامع جي
جامع جي (بالفارسية: مسجد جامع جی) هو مسجد تاريخي يعود إلى عصر الدولة السلجوقية، ويقع في أصفهان.